# Srí Lanka a 2004. évi nyári olimpiai játékokon
Srí Lanka a görögországi Athénban megrendezett 2004. évi nyári olimpiai játékok egyik részt vevő nemzete volt. Az országot az olimpián 3 sportágban 8 sportoló képviselte, akik érmet nem szereztek.

## Atlétika
Férfi

| Versenyző           | Versenyszám | Előfutam | Előfutam | Előfutam | Elődöntő | Elődöntő | Elődöntő | Döntő   | Döntő    |
| Versenyző           | Versenyszám | Idő      | Hely.    | Össz.    | Idő      | Hely.    | Össz.    | Idő     | Helyezés |
| ------------------- | ----------- | -------- | -------- | -------- | -------- | -------- | -------- | ------- | -------- |
| Rohan Pradíp Kumára | 400 m       | 46,20    | 5.       | 33.      | kiesett  | kiesett  | kiesett  | kiesett | kiesett  |
| Anuradha Kóréj      | Maraton     |          |          |          |          |          |          | 2:19:24 | 30.      |

| Versenyző                      | Versenyszám | Selejtező | Selejtező | Döntő    | Döntő    |
| Versenyző                      | Versenyszám | Eredmény  | Helyezés  | Eredmény | Helyezés |
| ------------------------------ | ----------- | --------- | --------- | -------- | -------- |
| Mandzsula Kumára Vidzseszekera | Magasugrás  | 220 cm    | 20.*      | kiesett  | kiesett  |

Női

| Versenyző         | Versenyszám | Előfutam | Előfutam | Előfutam | Elődöntő | Elődöntő | Elődöntő | Döntő   | Döntő    |
| Versenyző         | Versenyszám | Idő      | Hely.    | Össz.    | Idő      | Hely.    | Össz.    | Idő     | Helyezés |
| ----------------- | ----------- | -------- | -------- | -------- | -------- | -------- | -------- | ------- | -------- |
| Damajanthi Dharsa | 400 m       | 54,58    | 7.       | 38.      | kiesett  | kiesett  | kiesett  | kiesett | kiesett  |

* - három másik versenyzővel azonos eredményt ért el
Nem indult
- Csucsandika Dzsajaszinha

## Sportlövészet
Női

| Versenyző            | Versenyszám           | Selejtező | Selejtező | Döntő   | Döntő    |
| Versenyző            | Versenyszám           | Pont      | Helyezés  | Pont    | Helyezés |
| -------------------- | --------------------- | --------- | --------- | ------- | -------- |
| Puspamali Rámánajake | Légpuska              | 386       | 38.       | kiesett | kiesett  |
| Puspamali Rámánajake | Sportpuska, összetett | 567       | 25.*      | kiesett | kiesett  |

* - egy másik versenyzővel azonos eredményt ért el

## Úszás
Férfi

| Versenyző      | Versenyszám    | Előfutam | Előfutam | Előfutam | Elődöntő | Elődöntő | Elődöntő | Döntő   | Döntő    |
| Versenyző      | Versenyszám    | Idő      | Hely.    | Össz.    | Idő      | Hely.    | Össz.    | Idő     | Helyezés |
| -------------- | -------------- | -------- | -------- | -------- | -------- | -------- | -------- | ------- | -------- |
| Conrad Francis | 100 m pillangó | 56,80    | 5.       | 52.      | kiesett  | kiesett  | kiesett  | kiesett | kiesett  |

Női

| Versenyző       | Versenyszám | Előfutam | Előfutam | Előfutam | Elődöntő | Elődöntő | Elődöntő | Döntő   | Döntő    |
| Versenyző       | Versenyszám | Idő      | Hely.    | Össz.    | Idő      | Hely.    | Össz.    | Idő     | Helyezés |
| --------------- | ----------- | -------- | -------- | -------- | -------- | -------- | -------- | ------- | -------- |
| Menaka de Silva | 50 m gyors  | 28,93    | 6.       | 52.      | kiesett  | kiesett  | kiesett  | kiesett | kiesett  |